# Frank Sinkwich
College Football Hall of Fame 1954
(en) Statistiques sur pro-football-reference
Francis Sinkwich (né le 10 octobre 1920 à McKees Rocks et mort le 22 octobre 1990) est un joueur américain de football américain.

## Enfance
Sinkwich naît de parents croates et passe son enfance à McKees Rocks. Étudiant à la Youngstown's Chaney High School, il est reconnu comme étant un très bon athlète.

## Carrière

### Université
Il tape dans l'œil de l'entraîneur de l'université de Géorgie Wally Butts qui décide de le recruter. En 1941, il est le meilleur running back du pays avec 1 103 yards en 209 courses. En 1942, les Bulldogs font une saison exceptionnelle, remportant le championnat de la Southeastern Conference et le Rose Bowl 1943.

### Professionnel
Après ses années universitaires, il joint les corps de la marine américaine mais est renvoyé chez lui à cause d'une décharge médicale. Il en profite pour intégrer l'équipe des Lions de Détroit, qui l'a sélectionné au premier choix du draft de la 1943 de la NFL. Il reçoit les honneurs All-Pro en 1943 et 1944 et est nommé meilleur joueur de la saison 1944.
Après cela, il intègre les rangs de la marine et l'armée de l'air américaine mais une blessure au genou l'empêche de continuer. En 1946, il joue pour les Yankees de New York, évoluant en AAFC avant de conclure par un bref passage chez les Colts de Baltimore.
En 1954, il est introduit au College Football Hall of Fame et par la suite, le numéro #21, qu'il portait à l'université, est retiré des effectifs des Bulldogs en football américain.